# Anthothoe australiensis
Anthothoe australiensis is een zeeanemonensoort uit de familie Sagartiidae.
Anthothoe australiensis is voor het eerst wetenschappelijk beschreven door Carlgren in 1950.